# Sapor IV
Sapor IV (en persa medio: 𐭱𐭧𐭯𐭥𐭧𐭥𐭩 Šāhpuhr), fue rey de la Armenia persa entre 415 y 420, que gobernó brevemente el Imperio sasánida en 420.

## Biografía
Sapor IV era hijo de Yazdegerd I y Shushandukht, y tenía dos hermanos llamados Bahram y Narsés. A la muerte del rey armenio Arsácida Cosroes IV, Yazdegerd I decidió entregar la corona real de Armenia a su hijo mayor, Sapor IV, en lugar de dársela al sobrino de Cosroes, Artaxias. 
Durante el reinado de Sapor en Armenia, se concentró en la reconciliación y estableció relaciones amistosas con los nobles. Hizo todo lo posible por convertir a los cristianos armenios al zoroastrismo, pero no tuvo mucho éxito.
En 420, Yazdegerd I fue asesinado por los nobles sasánidas en Hircania, lo que hizo que Sapor abandonara rápidamente Armenia y llegara a la capital sasánida de Ctesifonte para reclamar el trono sasánida. Sin embargo, solo logró reinar durante un corto tiempo, hasta que fue asesinado por los nobles y el clero, quienes buscaron expulsar a todos los hijos de Yazdegerd I.
Después del asesinato de Sapor, los nobles eligieron a otro príncipe sasánida, Cosroes, hijo de Bahram IV, como rey del Imperio Sasánida. El reinado de Cosroes también fue muy breve y pronto fue sucedido por Bahram V (420-438).